# Acontia psaliphora
Acontia psaliphora is een vlinder van de familie van de uilen (Noctuidae). De wetenschappelijke naam van deze soort is voor het eerst voorgesteld als Tarache psaliphora door George Francis Hampson in een publicatie uit 1910.
De soort komt voor in Eritrea, Kenia, Mozambique, Zimbabwe en Zuid-Afrika.